# Lucius Pomponius
Lucius Pomponius est un dramaturge romain du Ier siècle av. J.-C.. 

## Biographie
Appelé Bononiensis (natif de Bononia, ou Bologne), Pomponius écrit des Atellanae Fabulae (Fables Atellanes). Il est pratiquement contemporain de Quintus Novius. Pomponius est le premier à avoir donné ses lettres de noblesse au genre de l'Atellane, en diminuant la part d'improvisation et en fournissant un script aux acteurs (écrit selon les formes métriques et les règles techniques des Grecs) et une intrigue déterminée à l'avance. Les talents de Pomponius dans l'utilisation d'une langue rustique, obscène, quotidienne, allitérative, ?? et ?? ont été remarquées par Macrobe dans ses Saturnalia, ainsi que par Sénèque et Velleius Paterculus.

## Œuvre
Son œuvre inclut des satires politiques, sociales, mythologiques et religieuses. Des 70 œuvres qui lui sont attribuées, voici quelques titres :
- Macchus Miles (Macchus le soldat)
- Leno
- Pappus Agricola (Pappus le fermier)